# Habitatge al carrer Argentona, 43 (Mataró)
L'Habitatge al carrer Argentona, 43 és una obra historicista de Mataró (Maresme) protegida com a Bé Cultural d'Interès Local.

## Descripció
Habitatge entre mitgeres de planta baixa, dues plantes pis i golfes. Presenta una porta i finestra enreixada amb arcs escarsers a la planta baixa. Al primer pis hi ha un balcó corregut sustentat per cartel·les. Al segon pis hi ha dos balcons coronats amb un frontó neoclàssic per sobre dels quals hi ha dues claustres o respiralls de terra cuita. L'edifici acaba amb una cornisa aguantada per mènsules i un acroteri amb balustres.